# Larry Conley
George Larry Conley (22 gennaio 1944) è un ex cestista statunitense, professionista nella ABA.

## Carriera
Disputò una partita con i Kentucky Colonels nella stagione ABA 1967-68.